# لوكا روميرو
لوكا روميرو بيزانا (بالإسبانية: Luka Romero) (وُلدَ في 18 نوفمبر 2004) هو لاعب كرة قدم مُحترف يلعبُ في مركز الوسط المهاجم معَ نادي إيه سي ميلان في الدوري الإيطالي. وُلدَ في المكسيك، وهو يُمثل الأرجنتين دوليًا.

## حياته المُبكِّرة
وُلدَ روميرو في مدينة دورانجو بالمكسيك، لوالدين أرجنتينيين، وانتقلَ إلى فيلانويفا دي قرطبة، الأندلس، إسبانيا في سن الثالثة. انتقلَ إلى فورمينتيرا، جزر البليار في سن السابعة، وبَدأ اللعب في إيبيزا معَ بينيا إسبورتيفا سانت جوردي.
في عام 2011، أجرى روميرو تجربةً مع نادي برشلونة، لكنَّه لم يَتمكَّن من التوقيع معها لأنَّه كانَ دون سن العاشرة ولم يكن يعيش في المنطقة. في عام 2015، وقعَ عقدًا للشباب لمُدة ثماني سنوات مع ريال مايوركا، في سن العاشرة. في السنوات الأربع الأولى له في مايوركا، سجلَ روميرو 230 هدفًا في 108 مُباريات.

## مسيرته الاحترافية
استدعى المُدير الفني فيسينتي مورينو روميرو للتدريب مع الفريق الرئيسي في مايوركا في 5 يونيو 2020. بعد أحد عشر يومًا، أُدرجَ في قائمة مُباراة بالدوري الإسباني ضد فياريال بعدَ منحه تفويضًا خاصًا في سن 15 عامًا و 221 يومًا، لكنَّه ظلَّ في دكَّة البُدلاء، وخسروا المُباراة بواحد مقابل صفر.
لعِبَ روميرو مُباراته الأولى مع مايوركا في 24 يونيو 2020، ليحل محلَّ إدريسو بابا في وقتٍ مُتأخر في الخسارة 0-2 أمام ريال مدريد. بعمر 15 سنة و 219 يومًا، حطم الرقم القياسي لسانسون لأصغر لاعب يلعب مُباراة احترافية في الدوري الأسباني.

## مسيرته الدولية
وُلدَ في المكسيك لعائلة أرجنتينية، وانتقلَ إلى إسبانيا في سنٍ مُبكرة، يحملُ روميرو جميع جوازات السفر الثلاثة، وهو مُؤهل حاليًا لتمثيل جميع المُنتخبات الثلاث. لقد مثل الأرجنتين في مُستوى أقل من 15 عامًا في بطولة أمريكا الجنوبية تحت 15 سنة 2019، حيث جاء في المركز الثاني، وسجل هدفين في ست مُباريات.
في مارس 2020، استُدعيَ روميرو لتمثيل الأرجنتين في مُستوى أقل من 17 سنة في بطولة مونتايجو لهذا العام، ولكن أُلغيَت المُنافسة بسبب جائحة كوفيد-19.

## حياته الشخصية
كانَ والدُ روميرو دييغو، لاعب كرة قدم مُحترف. شقيقه التوأم توبياس هُوَ أيضًا لاعب كرة قدم ويلعبُ حارسًا للمرمى.

## وصلات خارجية
- لوكا روميرو على موقع الاتحاد الأوربي (الإنجليزية)
- لوكا روميرو على موقع قاعدة بيانات كرة القدم.إي يو (الإنجليزية)
- لوكا روميرو على موقع ليكيب (الفرنسية)
- لوكا روميرو على موقع Soccerway.com (الإنجليزية)
- لوكا روميرو على موقع عالم كرة القدم.نت (الإنجليزية)